# Forces spéciales ukrainiennes

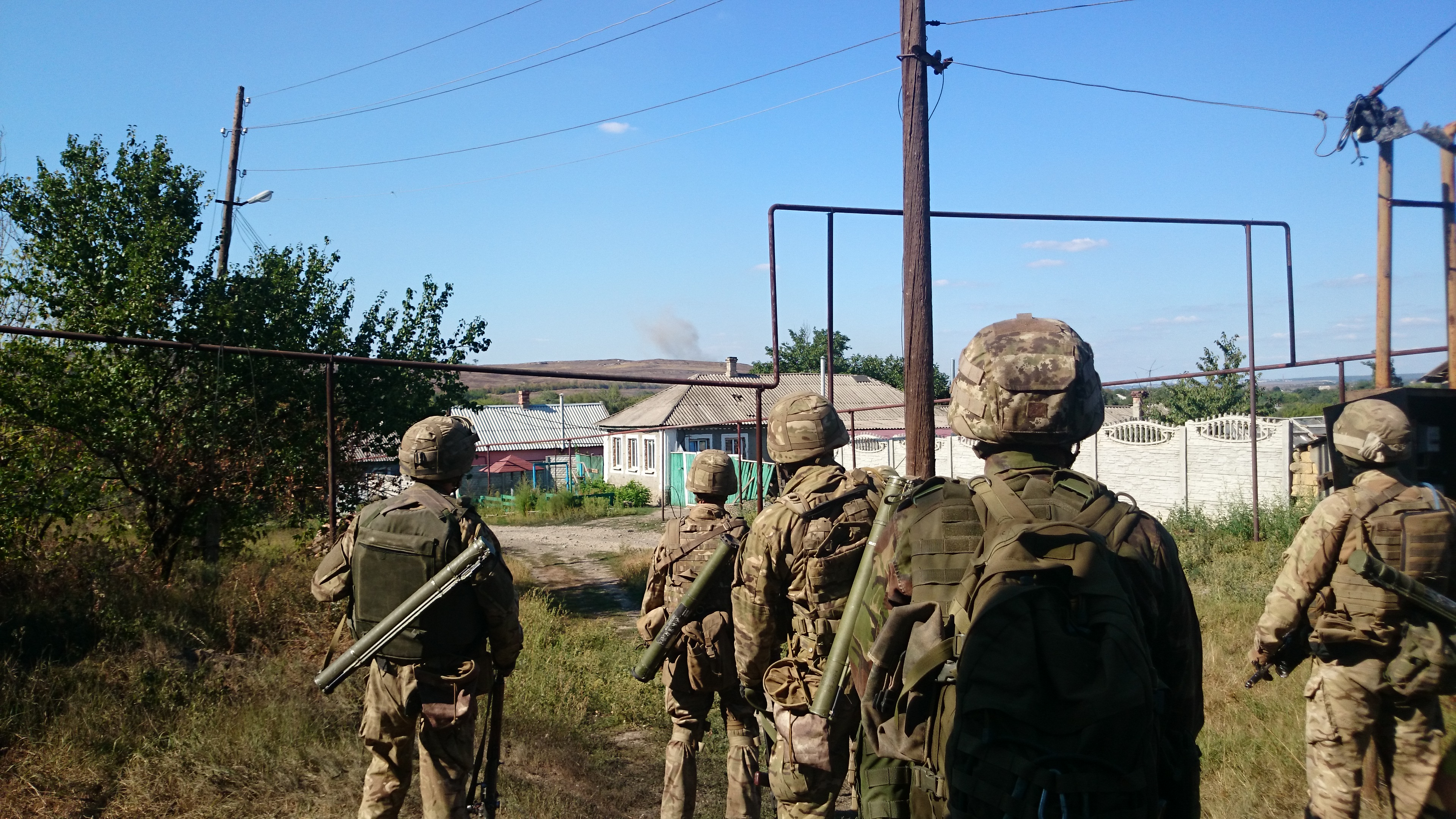
Le 8e régiment Spetsnaz entrant dans une localité du Donbass pendant la guerre dans l'est de l'Ukraine en 2014.

Comme tous les États post-soviétiques, l'Ukraine hérite d'unités des forces spéciales (Spetsnaz) des restes des forces armées soviétiques, des unités du GRU et du KGB. L'Ukraine maintient désormais sa propre structure Spetsnaz sous le contrôle du ministère de l'Intérieur et du ministère de la Défense, tandis que le service de sécurité ukrainien maintient sa propre force Spetsnaz, le groupe Alpha. Le terme « Alpha » est également utilisé par de nombreux autres États post-soviétiques tels que la Russie, la Biélorussie et le Kazakhstan, car ces unités sont basées sur le groupe Alpha de l'Union soviétique.

## Unités actives

### Ministère de la Défense

Emblème de la branche des opérations spéciales.

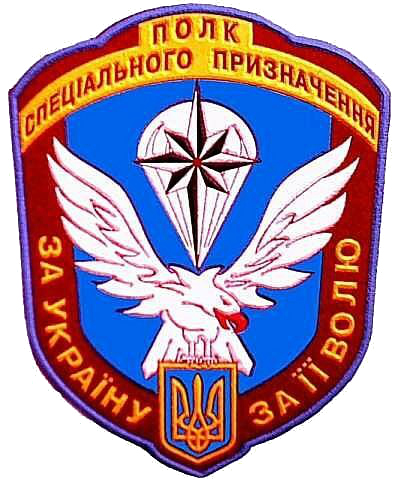
Insigne d'épaule du 8e régiment de Spetsnaz.

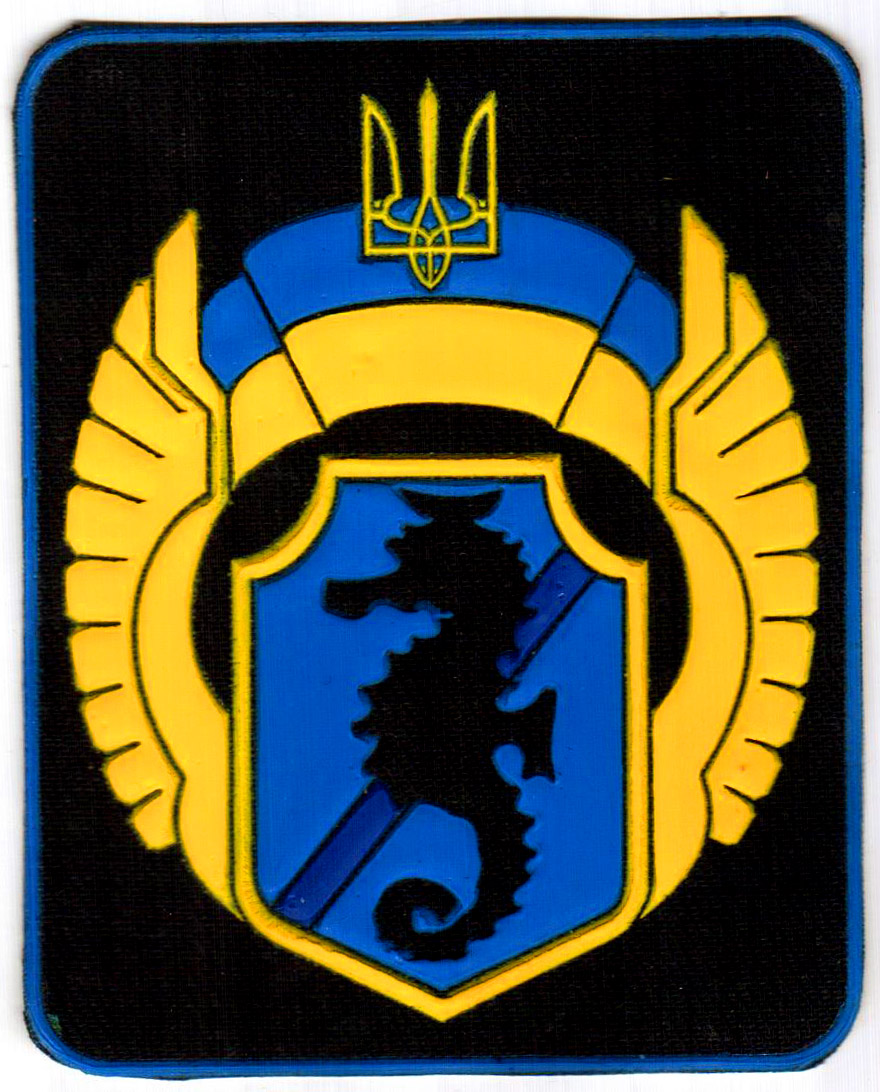
Insigne d'épaule centrale du 73e Naval Spetsnaz.

Les forces d'opérations spéciales sont l'une des cinq branches des forces armées ukrainiennes. Le commandement des forces spéciales compte plus de 4 000 agents spetsnaz, tous soldats professionnels,,,.
- Commandement des forces spéciales, Kiev
  - 99e bataillon d'état-major et de soutien, Berdytchiv
  - 3e régiment spécial, Kropyvnytskyï
    - Personnel du QG
    - 1er détachement à vocation spéciale
    - 2e détachement à vocation spéciale
    - 3e détachement à vocation spéciale
    - Unité d'entretien
    - Unité des signaux

  - 8e régiment spécial, Khmelnytskyï
    - Personnel du QG
    - 1er détachement à vocation spéciale
    - 2e détachement à vocation spéciale
    - 3e détachement à vocation spéciale
    - 4e détachement à vocation spéciale
    - Unité d'entretien
    - Unité des Signaux

  - 73e centre d'opérations maritimes, Otchakiv
    - 1re unité de démolitions sous-marines
    - Unité 2e plongeur démineur
    - 3e unité de reconnaissance
    - Unité logistique

  - 140e centre spécialisé, Khmelnytskyi
  - 142e centre de formation, Berdychiv
  - 16e centre d'opérations psychologiques et informationnelles, Huiva
  - 72e centre d'opérations informationnelles et psychologiques, Brovary
  - 74e centre d'opérations informationnelles et psychologiques, Lviv
  - 83e centre d'opérations informationnelles et psychologiques, Odessa

### Unités spéciales de laGarde nationale de l'Ukraine
De nombreuses anciennes unités spéciales désignées des troupes internes du ministère de l'Intérieur de l'Ukraine ont été dissoutes ou converties en unités « opérationnelles » (combat) ou « protection et patrouille de la sécurité publique » (police). Après réorganisation, les unités spéciales suivantes sont actives au sein de la Garde nationale :
- 18e régiment opérationnel (renforcé), Marioupol
  - 1er bataillon de patrouille
  - 2e bataillon spécial « Donbass », Marioupol
  - Régiment spécial « Azov », Marioupol
  - Compagnie de patrouille spéciale, Marioupol
- Détachement des forces spéciales « Scorpion », Kiev, chargé de protéger l'industrie nucléaire ukrainienne
- Détachement antiterroriste des forces spéciales « Omega », Novi Petrivtsi
- Détachement des forces spéciales « Vega », Lviv
- Détachement de renseignement des forces spéciales « Ares », Kharkiv
- Détachement des forces spéciales « Odessa », Odessa

### Service de sécurité de l'Ukraine

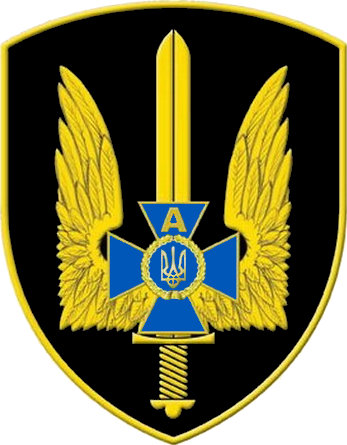
L'insigne du groupe Alfa du SBU.

Le service de sécurité d'Ukraine (SBU) maintient sa propre unité de forces spéciales appelée groupe Alpha, créée à partir de l'unité territoriale de Kiev du groupe Alpha de l'ère soviétique qui deviendra le Service « C » du SBU en 1992.
La création d'un détachement Alpha en Ukraine date du 3 mars 1990. C'est alors que l'ordre est donné au chef de la 7e direction du KGB de créer le 10e groupe (Kiev) des services du groupe « A » EIR de la 7e direction du KGB. Le processus de sélection fut rigoureux. Sur les 120 candidats initiaux du KGB, seuls 15 ont réussi le cours de sélection rigoureux pour établir le premier détachement sous la direction du commandant Peter Feliksovich Zakrevskii.

### Service national des gardes-frontières d'Ukraine
- 10e unité frontalière mobile « Dozor »

### Police nationale d'Ukraine
- Unité de réponse opérationnelle rapide

## Anciennes forces spéciales

### Police spéciale de Berkout

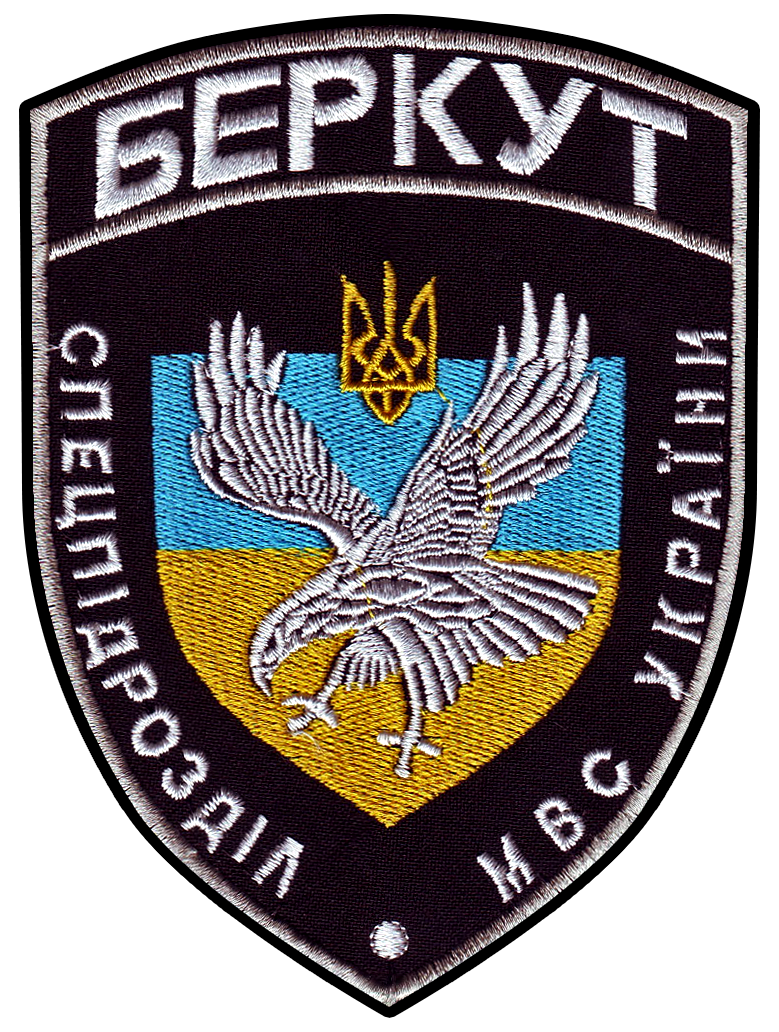
Emblème de l'unité Berkout.

Le Berkout (« aigle ») d'Ukraine, une force de police spéciale, est peut-être l'unité Spetsnaz la plus connue du pays et sert sous l'égide du ministère de l'Intérieur jusqu'à sa dissolution en 2014. À la suite de la crise de Crimée, le ministère russe de l'Intérieur absorbe l'unité Berkout de Crimée.
La force attire l'attention du monde entier pendant les émeutes contre le président Koutchma au début des années 2000, ainsi que pendant la révolution ukrainienne de 2014. Les Berkout succèdent essentiellement aux unités de police spéciales OMON de l'Union soviétique et est analogue aux équipes SWAT aux États-Unis. Une unité Berkout est stationnée dans la plupart des villes d'importance régionale. L'unité se spécialise dans le contrôle des émeutes et l'application tactique de la loi. En raison du fait que des unités Berkout sont stationnées dans la plupart des régions d'Ukraine, le terme devient synonyme de Spetsnaz ou d'application de la loi et de nombreuses unités de police spéciales sont désignées par ce nom.
Les Berkout sont accusés de brutalité excessive, d'intimidation et impliqués dans diverses activités criminelles tout au long de leur histoire :
- 23-25 juin 1995 — Agression des Tatars de Crimée près de Soudak (Crimée) et en assistant des criminels à échapper à une foule en colère[8]
- 18 juillet 1995, « mardi noir » — Enterrement empêché du patriarche Volodymyr (Kiev[9],[10])
- 24 août 1998 (fête de l'indépendance) — Dispersion violente d'une manifestation pacifique de mineurs de charbon pour ne pas avoir été payés pendant deux ans et demi à Louhansk[11] (gouverneur de l'oblast de Louhansk — Oleksandr Iefremov)
- Novembre 2000 — mars 2001, manifestations contre le président ukrainien Koutchma
- 19 août 2013 — Attaque d'un parlementaire lors des manifestations politiques de 2013 à Kiev près de l'hôtel de ville
- À partir du 22 novembre 2013, répression des manifestants de l'Euromaïdan
- 23 janvier 2014 — Enlèvement d'Alexandra Haylak, une volontaire de 22 ans du service médical pendant l'Euromaïdan. Elle sera retrouvée dans les bois près de Vychhorod[12]
- 23 janvier 2014 — selon Andriy Paroubiy, un membre de l'opposition au parlement ukrainien, l'unité Berkout modifie les grenades assourdissantes standard, les transformant en dispositifs mortels en les enveloppant de clous et d'autres éclats d'obus et en les utilisant contre les manifestants de l'Euromaïdan. Paroubiy rapporte aux journalistes des échantillons des armes modifiées[13]

En raison de leur brutalité, ainsi que de leur implication dans la révolution ukrainienne de 2014, l'unité possède une histoire controversée et est dissoute en 2014.

## Histoire

### Révolution ukrainienne de 2014
La force de police spéciale ukrainienne Berkout attire l'attention du grand public lors de la révolution ukrainienne de 2014, car ce fut l'une des principales forces utilisées par le gouvernement pour réprimer le soulèvement. L'Ukraine s'appuie sur les forces Spetsnaz pour diverses activités telles que la collecte de renseignements, la lutte contre la fraude et le crime organisé, la réponse au terrorisme, la guerre électronique, ainsi que la réponse aux manifestations de masse. Les unités Spetsnaz sont largement utilisées pendant la révolution par le régime Ianoukovitch pour réprimer les manifestants de l'Euromaïdan. Au cours de la crise de Crimée qui suivra et de la guerre du Donbass, le nouveau gouvernement hésita à utiliser ces forces, car considérées comme des symboles du régime précédent. De nombreux membres du Spetsnaz trouveront un but en rejoignant un bataillon de défense territoriale ou la Garde nationale d'Ukraine ; ironiquement, ils se sont souvent battus aux côtés des manifestants de l'Euromaïdan avec lesquels ils se sont récemment affrontés. Des unités Spetsnaz sont finalement déployées pour combattre les forces séparatistes alors qu'elles commencent à gagner du terrain. Le 3e régiment séparé de Spetsnaz d'Ukraine est chargé de défendre l'aéroport international de Donetsk, qui fait face à des batailles quasi quotidiennes depuis mai 2014,.
De nombreuses unités de police spéciales répondent activement aux manifestations de la révolution ukrainienne de 2014, notamment les groupes des forces spéciales Tiger et Leopard du ministère de l'Intérieur, la force de police spéciale Berkout et le groupe SBU Alpha,. Le 18 février, après des mois de troubles civils, les manifestations prennent une tournure plus dure et prennent d'assaut le Parlement. Des troupes supposées être SBU Alpha sont repérées lourdement armées et portant des fusils AKM ; des jets militaires sont également localisés survolant Kiev. Le 20 février, des tireurs d'élite apparaissent sur les toits. Cela conduira à l'affrontement peut-être le plus sanglant de la révolution, entraînant la mort de plus de 100 tireurs d'élite que le SBU est également soupçonné d'avoir dissimulé. Inhabituellement le 23 février, la présence policière sur la place de l'Indépendance se dissipe, alors que cela ne fait pas partie d'un accord signé par le nouveau gouvernement. L'opération résulte de la fuite du président alors au pouvoir, Viktor Ianoukovytch. Sentant un changement de pouvoir, les forces de police ont probablement abandonné leur poste. Tout au long de la révolution, des unités de police ont retenu les manifestants, cependant, après avoir attiré des unités de toute l'Ukraine à Kiev, les manifestations ont éclaté dans tout le pays, entraînant finalement un changement de gouvernement.

### Guerre du Donbass

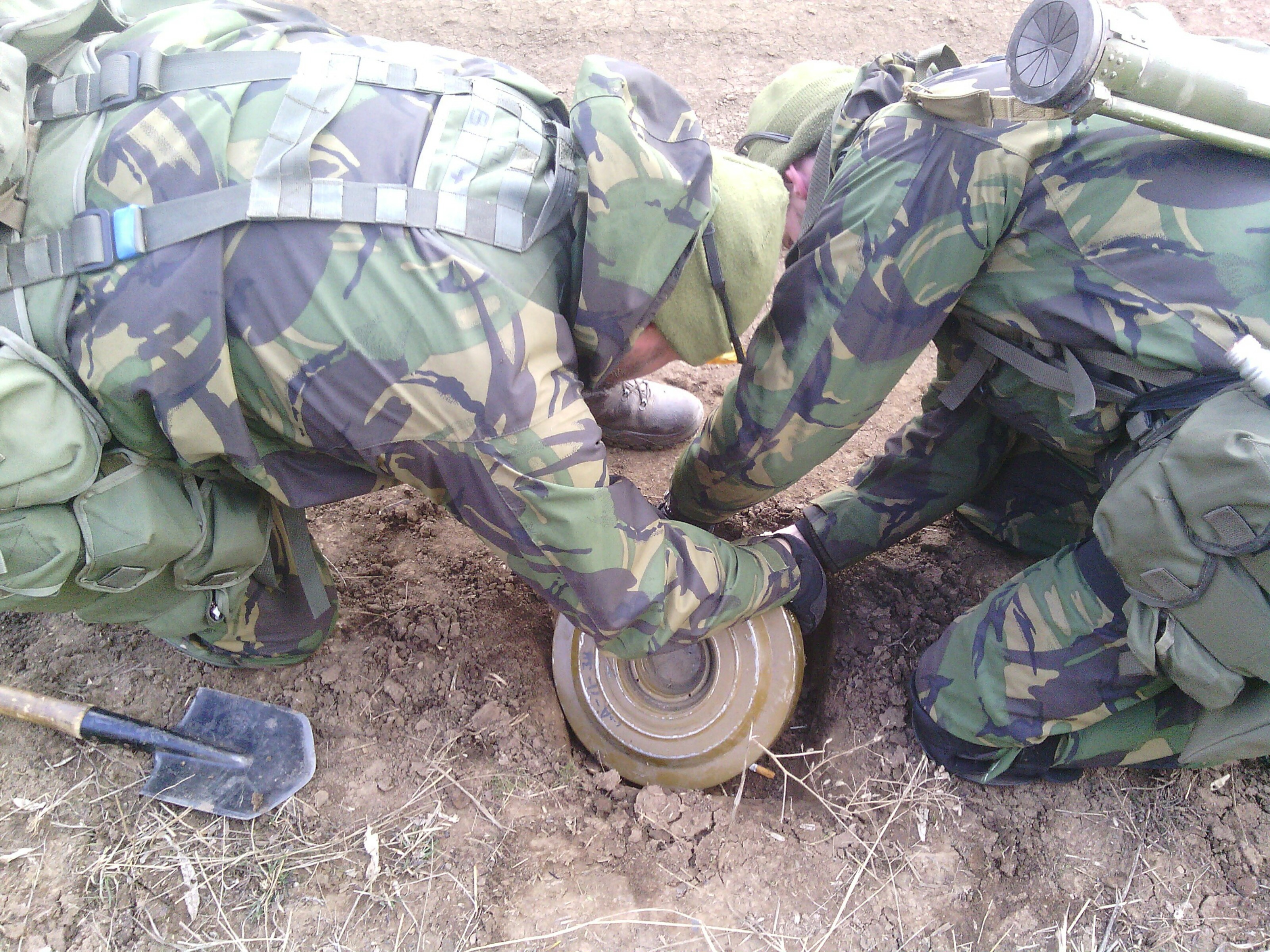
Le 8e régiment Spetsnaz pendant la guerre du Donbass, en mars 2015.

En raison de la corruption du ministère de l'Intérieur, de nombreuses unités et commandants Spetsnaz ont été limogés, Berkout étant le plus notable. Cependant, les unités russes Spetsnaz ont rapidement recruté de nombreux membres libérés. Pendant la crise de Crimée, les membres de Berkout sont localisés aux côtés de « petits hommes verts du GRU » qui s’avéreront être des membres russes du Spetsnaz. Le SBU signala également qu'environ 30% des membres de son groupe Alpha dans les régions de Donetsk et de Louhansk étaient portés disparus et combattaient probablement aux côtés de groupes d'insurgés de Donetsk ou de Louhansk et en mars 2014, le groupe Alpha ne comptait qu'environ 200 membres actifs toujours fidèles à l'Ukraine,.
Au début de la crise de Crimée et de la guerre du Donbass, le parlement ukrainien déclare que ses forces ne compte que 6 000 fantassins prêts au combat, contre environ 20 000 soldats stationnés dans des bases russes rien qu'en Crimée. À l'époque, l'Ukraine dispose également d'un nombre important d'unités déployées à travers le monde dans le cadre de missions telles que l'opération Atalante, la FIAS, la force du Kosovo et plus de 200 soldats attachés à une mission de maintien de la paix des Nations Unies au Congo. Cela signifiait que les troupes ukrainiennes les plus expérimentées et les mieux entraînées étaient déployées et indisponibles au début du conflit. Le gouvernement ukrainien entama immédiatement un processus de mobilisation et de création de forces de réserve telles qu'une garde nationale, mais il faudra plusieurs mois avant que ces unités ne soient formées. Par conséquent, les forces ukrainiennes Spetsnaz épuisées, sans l'aide d'une force conventionnelle plus importante ou d'une force de police locale efficace, ont été appelées à défendre l'État. Selon le ministre de la Défense ukrainien, Stepan Poltorak, les forces Spetsnaz ont opéré en grande partie seules pendant la première période de la guerre dans la région ukrainienne du Donbass, étant les seules unités aptes au service à l'époque,.
Un groupe d'hommes lourdement armés est apparu à Donetsk le 3 mars 2014. Ceux-ci ont été surnommés des « agents russes Spetsnaz » envahissant l'Ukraine par certains, ou des « agents américains Blackwater » par d'autres. Cependant, il est révélé qu'il s'agissait en fait de membres du groupe ukrainien Alpha escortant Andrey Shishatskiy, l'ancien gouverneur de Donetsk, après avoir été attaqué par un groupe de séparatistes pro-russes. Plusieurs mois plus tard, Marioupol est déclaré centre administratif de l'oblast de Donetsk en raison des troubles, et la plupart des fonctions administratives y ont été transférées.
Bien qu'ayant perdu de nombreux membres, le Spetsnaz ukrainien est appelé au service en avril 2014 lorsque les insurgés russes débutent leur avance en Ukraine. L'une des premières missions à grande échelle fut la reprise de l'aérodrome de Kramatorsk comme point de pivot pour faire pression sur Donetsk, largement repris par les insurgés. Le 15 avril, l'unité Spetsnaz « Omega » prend d'assaut l'aérodrome en le reprenant et en capturant un nombre non divulgué d'insurgés pro-russes dans l'opération. L'aérodrome de Kramatorsk est le théâtre de combats prolongés même après sa reprise. Le 25 avril, les insurgés lancent une tentative infructueuse de reprendre l'aérodrome en détruisant un hélicoptère Mil Mi-8 et un transport An-2. L'aérodrome est encerclé par des insurgés pendant plusieurs mois jusqu'à la libération de Kramatorsk en juillet 2014.
Le 25 avril 2014, les unités ukrainiennes Spetsnaz sont parmi les premières unités à rencontrer des insurgés à Sloviansk, qui allait devenir un bastion rebelle. Les unités ukrainiennes Spetsnaz commencent à détruire systématiquement les points de contrôle rebelles autour de la ville en avril afin que les forces régulières puissent pénétrer dans la ville, mais il faudra encore plusieurs mois avant que les principales composantes des forces terrestres ukrainiennes puissent pénétrer dans la ville.

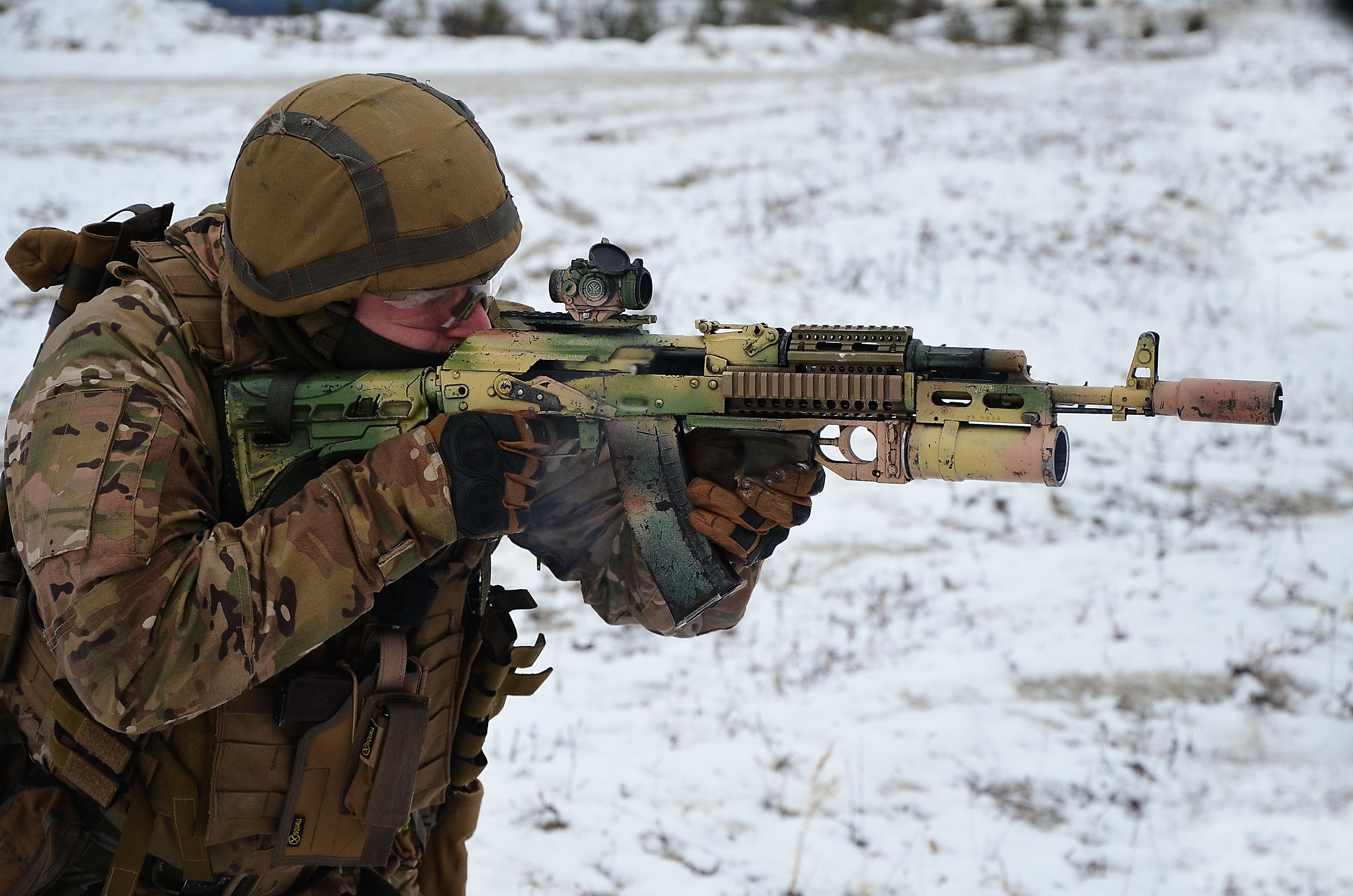
Soldat du 8e régiment Spetsnaz lors d'un exercice.

Le 26 mai 2014, des insurgés russes lancent une attaque contre l'aéroport de Donetsk, le deuxième aéroport le plus fréquenté du pays à l'époque. Pour la première fois dans le conflit, les forces ukrainiennes réagissent quasi immédiatement au lieu d'attendre plusieurs jours en lançant des frappes aériennes à partir d'avions Su-25 et en lançant des navires de combat Mi-24 pour réprimer les assaillants. Les forces  Spetsnaz ainsi que les troupes aéroportées sont transportées par avion sur les lieux pour combattre les insurgés à l'aéroport, commençant la première bataille de l'aéroport de Donetsk. Avec l'aide de l'appui aérien, les forces gouvernementales chassent les insurgés le lendemain et prennent le contrôle de l'aéroport. Il s'agit de la première opération réussie de la guerre du Donbass, car avant cela, les forces insurgées étaient habituées à des victoires rapides et les forces gouvernementales mettaient généralement plusieurs jours à répondre aux attaques. Après la bataille, de nombreux étrangers, dont des terroristes tchétchènes, se sont révélés avoir combattu les forces ukrainiennes.
En mai et juin 2014, des unités des forces spéciales participent à l'aide aux unités de l'armée régulière et de la garde nationale lors de la première bataille de Marioupol. À cette époque, les séparatistes russes avaient capturé la majeure partie de l'oblast de Donetsk jusqu'au nord de Yampil, malgré la conservation des points de contrôles clés tels que les aérodromes de Kramatorsk et de Donetsk par les troupes gouvernementales. Les insurgés se sont ensuite répandus vers le sud en direction de Marioupol, la deuxième plus grande ville du Donbass. Le 17 avril 2014, un groupe important de plusieurs centaines de séparatistes tentent de prendre d'assaut une base militaire à Marioupol. L'armée ukrainienne contre-attaque et une unité des forces spéciales « Omega » est héliportée sur les lieux pour aider les troupes locales à repousser les assaillants. Au cours de l'assaut raté, 63 séparatistes sont capturés et trois tués. Le groupe des forces spéciales « Omega » est ensuite chargé de protéger Marioupol pour le reste de la première bataille de Marioupol. Plus tard, le 9 mai, des séparatistes prennent d'assaut le siège de la police de la ville ; les unités « Omega » et de la Garde nationale tentent de reprendre le bâtiment, mais les forces ukrainiennes se retirent finalement à l'extérieur de la ville et  bouclent les limites de la ville avec des points de contrôle. Le 13 juin, les forces spéciales « Omega », ainsi que les unités de la Garde nationale, le bataillon Azov et le bataillon Dnipro prennent d'assaut la ville. Au cours de la bataille de 6 heures suivante, les troupes gouvernementales reprennent la totalité des bâtiments séparatistes et hissent le drapeau ukrainien sur l'hôtel de ville.
Les forces spéciales ukrainiennes ont également mené plusieurs opérations en profondeur dans le territoire tenu par les rebelles, opérant dans les villes de Donetsk et Louhansk.
Les forces de Spetsnaz ont également été responsables de la localisation et de la neutralisation des cellules terroristes opérant au plus profond de l'Ukraine, du nettoyage des villes qui avaient été reprises aux insurgés, ainsi que de la recherche de saboteurs potentiels. En mai, le SBU a perquisitionné et arrêté plusieurs saboteurs potentiels dans la région d'Odessa,.
L'infanterie navale ukrainienne maintient sa propre petite force Spetsnaz sous la forme du 73e détachement de marine Spetsnaz ; le détachement est nommé « Seals » d'après les SEAL des États-Unis et est construit autour du même objectif. En août 2014, le commandant du 73e détachement de marine Spetsnaz est tué lors d'une opération près de Donetsk, en Ukraine. Le major Alexeï Zintchenko sera la première perte du 73e détachement de marine Spetsnaz ainsi que le premier marine tué dans la guerre du Donbass.
Alors que les forces du ministère de l'Intérieur sont souvent impliquées dans la localisation d'espions et de saboteurs, les unités Spetsnaz du ministère de la Défense sont plus directement impliquées dans la guerre. Les plus connues sont peut-être les unités Spetsnaz chargées de défendre l'aéroport international de Donetsk. L'aéroport est perquisitionné le 18 avril, mais maintient ses opérations jusqu'au 25 mai 2014, date à laquelle il fait face à des attaques quasi quotidiennes. Le 3e régiment séparé de Spetsnaz gagne le surnom de « Cyborgs » et est impliqué dans la deuxième bataille de l'aéroport de Donetsk. Les rebelles revendiquent à plusieurs reprises la capture de l'aéroport, sans succès, le drapeau ukrainien flottant toujours au-dessus de la tour de contrôle. La garnison de l'aéroport résiste aux attaques des chars russes T-72, de l'artillerie de roquettes Grad et Ouragan, ainsi que des mortiers lourds 2S4 Tioulpan sans aucun soutien aérien. En septembre, les forces russes Spetsnaz assiste activement les rebelles à attaquer l'aéroport, mais ne réussissent à avancer que de 500 mètres tout au plus près du complexe à la fin du mois.
Le 22 novembre 2014, les groupes Spetsnaz « Cheetah » et « Titan » prennent d'assaut la raffinerie de pétrole d'Odessa. Il n'y a aucun blessé pendant l'opération. Une déclaration du bureau du procureur de l'oblast d'Odessa déclare que les forces Spetsnaz ont été utilisées pour sécuriser les actifs de la raffinerie. En avril, un tribunal ukrainien décide la liquidation des actifs de la raffinerie, la direction étant soupçonnée de tirer profit de la vente illégale d'actifs d'une valeur de 55 millions de hryvnia sans l'approbation du tribunal. Les procureurs tentent d'entrer dans la raffinerie le 17 octobre 2014 pour faire exécuter une décision de justice de confisquer les actifs de la raffinerie, mais sont arrêtés par la sécurité. Par conséquent, l'utilisation des forces Spetsnaz pour sécuriser les locaux et exécuter l'ordonnance judiciaire précédente fut prise par le bureau du procureur.
Le 10 août 2016, la Russie accuse les forces spéciales ukrainiennes d'avoir mené un raid près de la ville d'Armiansk en Crimée, tuant 2 militaires russes ; le gouvernement ukrainien nié toute implication. Les services de renseignement ukrainiens signalent effectivement un affrontement à la frontière, mais déclarent qu'il s'agissait d'un incident de tir ami entre l'armée russe et le service frontalier du Service fédéral de sécurité russe,.
Le 5 décembre 2016, les médias séparatistes ukrainiens affirment qu'un ressortissant canadien, qui aurait servi dans le 73e centre naval spécial, avait été tué lors d'une opération près de Vodyane. Dans l'ensemble, la communauté des forces spéciales d'Ukraine a perdu 73 de ses membres pendant la guerre au 28 octobre 2017. La répartition des victimes est la suivante:
- 3e Special Purpose Regiment : 44 tués au combat
- 8e Special Purpose Regiment : 15 tués au combat
- 73e Naval Special Purpose Center : 10 tués au combat
- 140e Special Purpose Center : 5 tués au combat

### Articles détaillés
- Spetsnaz
- Forces d'assaut aérien ukrainiennes